# Куммер, Луиза
Луи́за Ку́ммер (нем. Luise Kummer; род. 29 июня 1993, Йена, Тюрингия) — немецкая биатлонистка.
Завершила карьеру в сезоне 2018/2019 годов.

## Карьера
Луиза Куммер начала заниматься биатлоном в начальной школе. В 2007 году она сменила Goethegymnasium в Ильменау на Sportgymnasium в Оберхофе и успешно окончила Высшую школу.
Её дебют на международной арене состоялся в 2011 году на Европейском юношеском олимпийском фестивале в Либереце. Там немка показала 10-й результат в спринте и 13-й в индивидуальной гонке.
В 2014 году Луиза участвовала в Чемпионате мира по биатлону среди юниоров в Преск-Айле, где стала чемпионкой в индивидуальной гонке и эстафете, а в преследовании завоевала серебряную медаль. После этих результатов она впервые стартовала на этапе Кубка мира в Осло в марте 2014 года. В спринте она показала 82 результат.
Первые очки в общий зачет Кубка мира спортсменка получила в Эстерсунде в сезоне 2014/2015 — Куммер финишировала 18-й в индивидуальной гонке. На следующем этапе в австрийской Хохфильцене вместе с подругами по команде она победила в эстафете.